# 이카와정
이카와정(일본어: 井川町 이카와마치[*])은 일본 아키타현 중앙부에 있는 미나미아키타군의 정이다.

## 지리
하치로호와 접하며 동부에는 마나이타산을 동단으로 하는 산지를 이룬다.

### 인접한 자치체
- 아키타시
- 가타가미시
- 미나미아키타군 고조메정, 하치로가타정

## 역사
- 1955년 2월 1일 - 미나미아키타군 가미이가촌, 시모이가촌이 합병해 이카와촌이 탄생하였다.
- 1974년 6월 1일 - 정으로 승격해 이카와정이 되었다.

## 인구
|                                              | |
| 이카와정의 전국의 연령별 인구 분포（2005년） | 이카와정의 연령·남녀별 인구 분포（2005년）                                                                             |
| ■자주색 ― 이카와정 ■녹색 ― 일본전국          | ■파랑색 ― 남자 ■빨간색 ― 여자                                                                                          |
| · 이카와정（에 해당되는 지역）의 인구추이    | |
| 일본 총무성 통계국 국세조사 결과             | |
|                                              | 기술적 문제로 인해 그래프를 일시적으로 사용할 수 없습니다. 파브리케이터와 미디어위키 위키에 더 자세한 정보가 있습니다. |

## 교통

### 철도
- 동일본 여객철도 오우 본선

### 도로
- 국도 7호선
- 국도 285호선(일본어판)